# Basitropis orientalis
Basitropis orientalis là một loài bọ cánh cứng thuộc chi Basitropis, trong họ Anthribidae. Loài này được Victor Ivanovitsch Motschulsky mô tả khoa học lần đầu tiên năm 1874.